# Saison 2017-2018 de l'Everton FC
 (janvier 2018).
Si vous disposez d'ouvrages ou d'articles de référence ou si vous connaissez des sites web de qualité traitant du thème abordé ici, merci de compléter l'article en donnant les références utiles à sa vérifiabilité et en les liant à la section « Notes et références ».
Chronologie
Saison précédente Saison suivante
La saison 2017-2018 de l'Everton FC est la 140e saison de l'histoire du club. Le club est en compétition pour le Championnat d'Angleterre, la Coupe d'Angleterre et la Coupe de la Ligue anglaise.

## Transferts

### Transferts estivaux
| Nom              | Nationalité | Poste     | Transfert                       | Provenance/Destination | Division           |
| ---------------- | ----------- | --------- | ------------------------------- | ---------------------- | ------------------ |
| Arrivée          |             |           |                                 |                        |                    |
| Gylfi Sigurðsson | Islande     | Milieu    | Transfert (49 Millions d'euros) | Swansea City           | Premier League     |
| Michael Keane    | Angleterre  | Défenseur | Transfert (28 Millions d'euros) | Burnley FC             | Premier League     |
| Jordan Pickford  | Angleterre  | Gardien   | Transfert (28 Millions d'euros) | AFC Sunderland         | Championship       |
| Davy Klaassen    | Pays-Bas    | Milieu    | Transfert (27 Millions d'euros) | Ajax Amsterdam         | Eredivisie         |
| Nikola Vlašić    | Croatie     | Milieu    | Transfert (10 Millions d'euros) | Hajduk Split           | 1. HNL             |
| Henry Onyekuru   | Nigeria     | Milieu    | Transfert (8 Millions d'euros)  | KAS Eupen              | Jupiler Pro League |
| Sandro Ramirez   | Espagne     | Attaquant | Transfert (6 Millions d'euros)  | Málaga CF              | Liga               |
| Cuco Martina     | Curaçao     | Défenseur | Transfert Libre                 | Southampton FC         | Premier League     |
| Wayne Rooney     | Angleterre  | Milieu    | Transfert Libre                 | Manchester United      | Premier League     |
| Départs          |             |           |                                 |                        |                    |
| Romelu Lukaku    | Belgique    | Attaquant | Transfert (84 Millions d'euros) | Manchester United      | Premier League     |
| Gerard Deulofeu  | Espagne     | Attaquant | Transfert (12 Millions d'euros) | FC Barcelone           | Liga               |

### Transferts hivernaux
| Nom              | Nationalité        | Poste     | Transfert                       | Provenance/Destination | Division       |
| ---------------- | ------------------ | --------- | ------------------------------- | ---------------------- | -------------- |
| Arrivée          |                    |           |                                 |                        |                |
| Cenk Tosun       | Turquie            | Attaquant | Transfert (25 millions d'euros) | Beşiktaş JK            | Süper Lig      |
| Theo Walcott     | Angleterre         | Attaquant | Transfert (22 millions d'euros) | Arsenal FC             | Premier League |
| Eliaquim Mangala | France             | Défenseur | Prêt                            | Manchester City        | Premier League |
| Départs          |                    |           |                                 |                        |                |
| Ross Barkley     | Angleterre         | Milieu    | Transfert (17 millions d'euros) | Chelsea FC             | Premier League |
| Aaron Lennon     | Angleterre         | Milieu    | Transfert (1 million d'euros)   | Burnley FC             | Premier League |
| Kevin Mirallas   | Belgique           | Attaquant | Prêt                            | Olympiakos             | Super League   |
| Ademola Lookman  | Angleterre         | Attaquant | Prêt                            | RB Leipzig             | Bundesliga     |
| Sandro Ramirez   | Espagne            | Attaquant | Prêt                            | Séville FC             | Liga           |
| Muhamed Besic    | Bosnie-Herzégovine | Attaquant | Prêt                            | Middlesbrough FC       | Championship   |

## Compétitions

### Premier League

#### Classement
| Rang | Équipe             | Pts | J  | G  | N  | P  | Bp | Bc | Diff | Qualification ou relégation                                             |
| ---- | ------------------ | --- | -- | -- | -- | -- | -- | -- | ---- | ----------------------------------------------------------------------- |
| 6    | Arsenal FC S       | 63  | 38 | 19 | 6  | 13 | 74 | 51 | +23  | Qualification pour la phase de groupes de la Ligue Europa               |
| 7    | Burnley FC         | 54  | 38 | 14 | 12 | 12 | 36 | 39 | −3   | Qualification pour le deuxième tour de qualification de la Ligue Europa |
| 8    | Everton FC         | 49  | 38 | 13 | 10 | 15 | 44 | 58 | −14  |                                                                         |
| 9    | Leicester City     | 47  | 38 | 12 | 11 | 15 | 56 | 60 | −4   |                                                                         |
| 10   | Newcastle United P | 44  | 38 | 12 | 8  | 18 | 39 | 47 | −8   |                                                                         |